# 1120

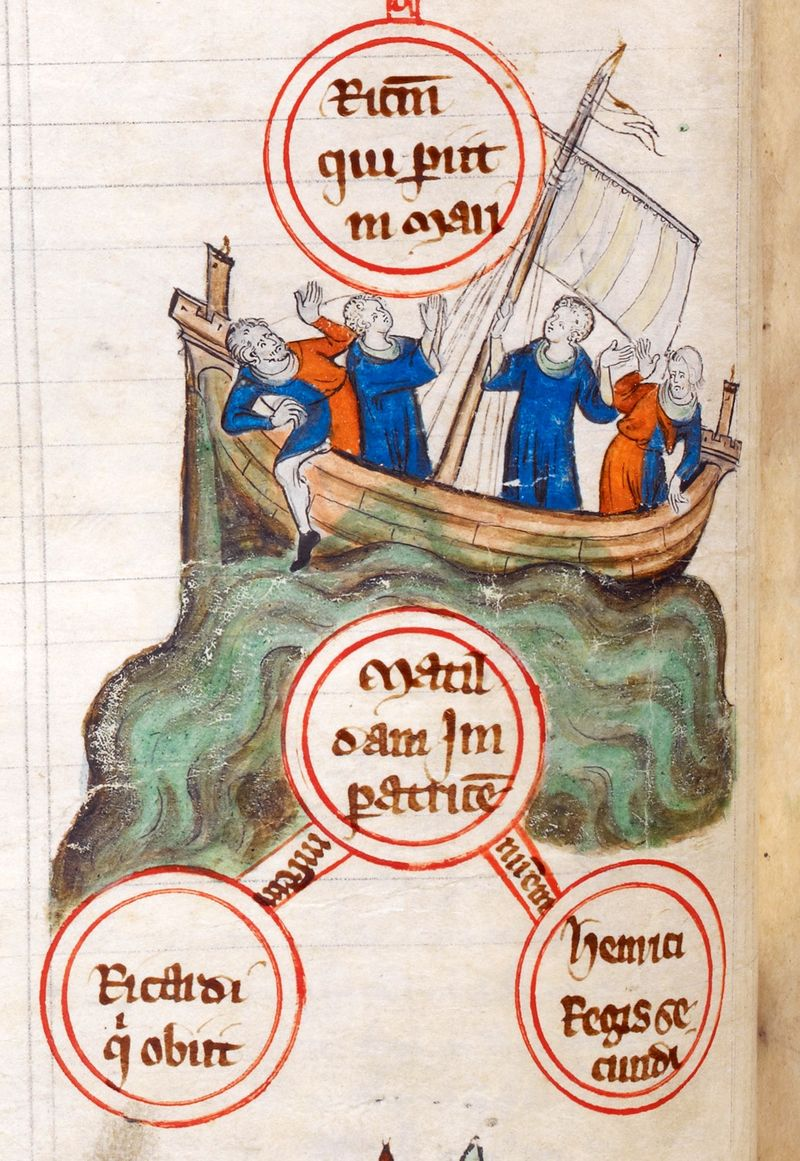
Schipbreuk van het Witte Schip

Het jaar 1120 is het 20e jaar in de 12e eeuw volgens de christelijke jaartelling.

## Gebeurtenissen
- 16 januari - Op het Concilie van Nablus worden de wetten van het koninkrijk Jeruzalem vastgesteld.
- 17 juni - Slag bij Cutanda: Aragon onder Alfons I verslaat de Moren onder Ibrahim ibn Yusuf. Calatayud en Daroca vallen in christelijke handen.
- 21 juli - De kerk Sainte-Marie-Madeleine van Vézelay gaat in vlammen op. Ruim duizend pelgrims die zich er op weg naar Santiago de Compostella verzameld hadden komen om het leven. Er wordt snel besloten te gaan bouwen aan een nieuwe kerk.
- 25 november - Het Witte Schip zinkt nabij Barfleur. De Engelse kroonprins William Adelin, de enige wettige zoon van koning Hendrik I, verdrinkt.
- Het Mossi-koninkrijk Tengkodogo wordt gesticht. (traditionele datum)
- Norbertus sticht de abdij van Prémontré, nabij Laon. Begin van de orde der premonstratenzers of norbertijnen.
- Paus Calixtus II doet de bul Sicut Judaeis uitgaan: de rechten van joden worden erkend en gedwongen bekering van joden wordt verboden.
- Hertog Berthold III van Zähringen sticht Freiburg im Breisgau en maakt het zijn hoofdstad.
- Ari Þorgilsson schrijft het Íslendingabók, een overzicht van de vroege geschiedenis van IJsland. (jaartal bij benadering)
- De broers Rupert I en Arnold I van Laurenburg bouwen Kasteel Nassau, het stamslot van het Huis Nassau (jaartal bij benadering).
- Begin van de bouw van de kathedraal van Llandaff.
- De langdurige tweestrijd tussen de wereldlijke en de geestelijke machthebbers leidt ertoe dat de graaf van Auvergne op een heuvel tegenover het bisschoppelijke Clairmont het stadje Montferrand sticht.
- Duisburg krijgt stadsmuren.
- Voor het eerst vermeld: Beringen, Buch bij Jenbach, Faucon, Obdam, Pervijze, slot Waldeck

## Opvolging
- Beieren - Welf II opgevolgd door zijn broer Hendrik de Zwarte
- Bohemen - Bořivoj II opgevolgd door zijn broer Wladislaus I
- Bourbon - Aymon II opgevolgd door zijn zoon Archimbald VII
- Henegouwen - Boudewijn III opgevolgd door zijn zoon Boudewijn IV onder regentschap van diens moeder Yolanda van Gelre
- Hospitaalridders (grootmeester) - Gerard Sasso opgevolgd door Raymond du Puy de Provence
- bisdom Metz - Theoger opgevolgd door Stephanus van Bar
- Normandië - Hendrik I gevolgd door zijn zoon William Adelin, op zijn beurt weer opgevolgd door Hendrik I
- Penthièvre - Stefanus I opgevolgd door zijn zoon Godfried Boterel
- Orde van Sint Lazarus - Boyant Roger in opvolging van N.N.
- Toulouse en Rouergue - Willem IX van Aquitanië opgevolgd door Alfons Jordaan
- Andechs - Arnold V opgevolgd door zijn zoon Berthold II (jaartal bij benadering)
- Angoulême - Willem V opgevolgd door zijn zoon Wulgrin II (jaartal bij benadering)
- Brienne - Everhard I opgevolgd door zijn zoon Wouter II
- Zweden - Inge II opgevolgd door Ragnvald Knaphövde (jaartal bij benadering)

## Geboren
- 28 november - Manuel I Komnenos, keizer van Byantium (1143-1180)
- Lodewijk VII, koning van Frankrijk (1137-1180)
- Andronikos I Komnenos, keizer van Byzantium (1183-1185) (jaartal bij benadering)
- Everardus van Ieper, Zuid-Nederlands filosoof (jaartal bij benadering)
- Filips van Milly, grootmeester der Tempeliers (jaartal bij benadering)
- Ioveta van Bethanië, Jeruzalems prinses (jaartal bij benadering)
- Johannes van Salisbury, Engels diplomaat en wetenschapper, bisschop van Chartres (jaartal bij benadering)
- Sophia van Reineck, echtgenote van Dirk VI van Holland (jaartal bij benadering)
- Willem I, graaf van Thouars (jaartal bij benadering)
- Wilbrand I, graaf van Hallermund (jaartal bij benadering)

## Overleden
- 27 maart - Aymon II, heer van Bourbon
- 3 september - Gerard Sasso, stichter en eerste grootmeester van de Orde der Hospitaalridders
- 24 september - Welf V, hertog van Beieren (1101-1120)
- 25 november - Richard d'Avranches (~26), earl van Chester
- 25 november - William Adelin (17), kroonprins van Engeland
- Boudewijn III (~33), graaf van Henegouwen
- Swanhilde echtgenote van Ernst de Strijdbare
- Arnold V, graaf van Andechs (jaartal bij benadering)
- Everhard I, graaf van Brienne (jaartal bij benadering)
- Ingegerd van Noorwegen (~74), echtgenote van Olaf I van Denemarken en Philippus van Zweden (jaartal bij benadering)
- Willem V, graaf van Angoulême (jaartal bij benadering)